# Timbres postaux de la république d'Irlande
Vous lisez un « article de qualité » labellisé en 2007.

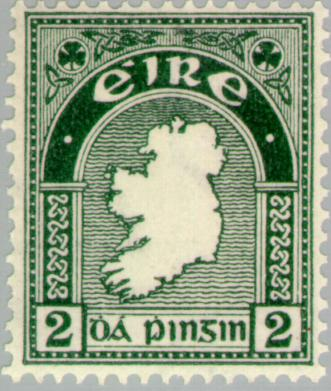
Le premier timbre postal officiel de l'État libre d'Irlande, d'une valeur de deux anciens pence, émis le 6 décembre 1922.

Les timbres postaux de la république d'Irlande sont publiés par l'autorité postale de la république indépendante d'Irlande. L'Irlande appartenait encore au Royaume-Uni lorsque les premiers timbres postaux de l'histoire ont été publiés en Angleterre, en mai 1840. Ces timbres ont été utilisés en Irlande jusqu'à ce que le nouveau gouvernement prenne définitivement le pouvoir, en 1922, à la suite de la guerre d'indépendance irlandaise. À partir du 17 février 1922, les timbres britanniques existants furent surchargés de texte en irlandais pour donner naissance à une première série de timbres d'usage courant, dans l'attente de la proclamation officielle de l'indépendance. Une première série officielle de timbres courants fut émise par le nouveau Irish Minister for Posts and Telegraphs (département des postes et télégraphes irlandais) le 6 décembre 1922. Le tout premier modèle, un timbre vert foncé d'une valeur de 2d (ancien pence), figurait une carte de l'île incluant l'Irlande du Nord, restée intégrée au Royaume-Uni. Depuis lors, au gré des besoins du pays et des changements de monnaie, de nouvelles images et de nouvelles valeurs ont façonné un total de neuf séries courantes, la dernière datant de 2004.
Les timbres commémoratifs, apparus en 1929, sont émis de nos jours à raison de plusieurs séries annuelles. Ils éclairent divers aspects de la vie irlandaise (événements importants, dates anniversaires, coutumes, personnages Irlandais illustres). En plus de la présentation traditionnelle en feuille prédécoupée, les timbres courants aussi bien que les timbres commémoratifs sont publiés sous forme de carnets, de rouleaux et de blocs-feuillets. Les timbres-taxe, les timbres de poste aérienne et les entiers postaux complètent la production de timbres en Irlande.
Oifig an Phoist, la poste irlandaise, a émis tous les timbres du pays jusqu'en 1984. Cette année-là, après la scission du département des postes et télégraphes en deux organisations semi-étatiques (An Post et Telecom Éireann), la nouvelle An Post s'est vue chargée de l'ensemble des services postaux en Irlande, y compris de l'émission des timbres postaux.

## Contexte

### Great Britain used in Ireland

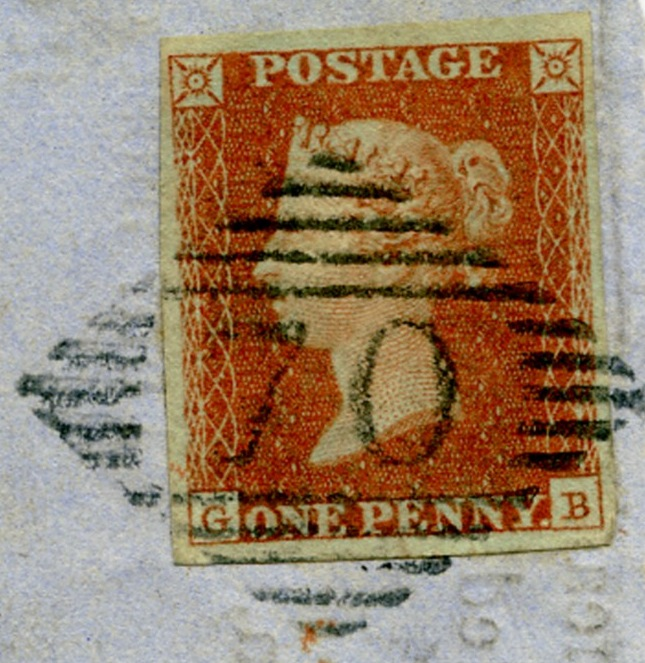
Le nombre 70, utilisé sur un timbre One penny rouge en 1850, identifie le bureau de poste de Boyle.

Seule l'identification du timbre à date, qui certifie que le timbre a été oblitéré dans une ville irlandaise, permet d'authentifier les timbres postaux utilisés en Irlande entre 1840 et 1922. Les timbres utilisés durant cette période sont appelés Great Britain used in Ireland ([timbres de] Grande-Bretagne utilisés en Irlande). De 1840 à 1844, le célèbre Penny Black (premier de tous les timbres) et ses contemporains étaient oblitérés d'une Croix de Malte. Il n'y avait alors aucun texte ni aucune donnée chiffrée permettant d'affirmer qu'ils avaient été utilisés en Irlande ; cependant certaines Croix de Malte présentaient des signes distinctifs spécifiques à quelques communes irlandaises, entre autres Belfast, Eyrecourt, Cork, Hollymount, Limerick et Mullingar. À partir de 1844, on rajouta aux oblitérations des données alphabétiques et numériques qui permirent l'identification de la ville d'où ils furent expédiés. Les oblitérations sont évidemment plus faciles à identifier si le timbre est toujours solidaire de son enveloppe puisque le cachet y est entièrement visible.

### Lesforerunners
Dans les cercles philatéliques le terme anglais forerunner (pour « avant-coureur ») désigne habituellement un timbre utilisé dans un pays ou une région avant que ce pays n'émette ses propres timbres. Cependant, dans les ouvrages irlandais de référence, le terme forerunner se réfère plus souvent à des timbres utilisés dans une optique politique ou à des fins de propagande. Malgré leur ressemblance avec les timbres postaux, ils furent peu employés sur le courrier car ils n'avaient généralement pas cours légal en Irlande.
Quatre timbres de valeurs 1, 3, 24 (vert foncé) et 24 cents (violet-mauve) furent émis à New York par des vétérans irlandais de la guerre de Sécession entre 1865 et 1867. Mais ils ne furent jamais utilisés en Irlande, du fait de l'échec du soulèvement Fenian. La série dite « coloniale » de 1893 n'a pas de caractère officiel et est reconnue comme factice.

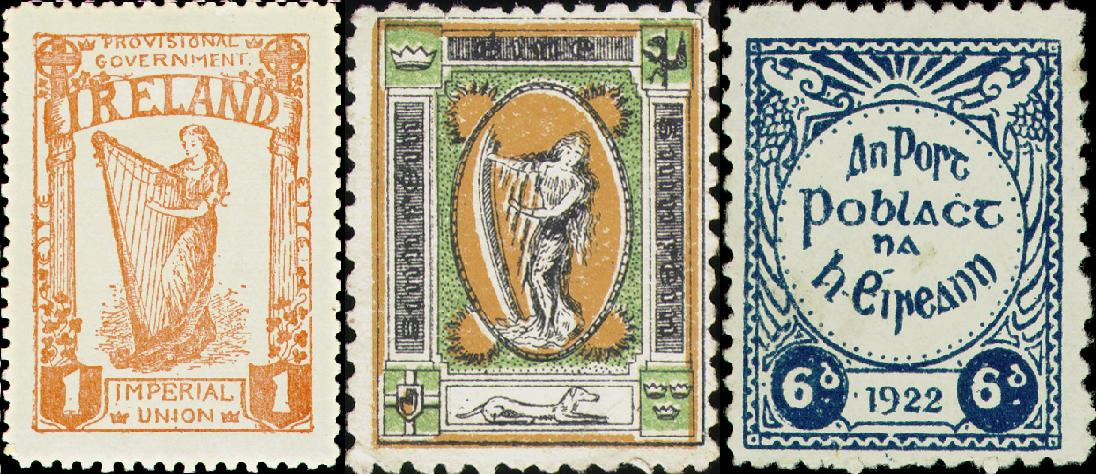
Trois timbres forerunners émis à visée de propagande avant l'indépendance de l'Irlande. De gauche à droite : Imperial Union (1912), Sinn Féin (1908-16), IRA (1922).

Entre 1907 et 1916, le Sinn Féin, principal mouvement nationaliste de l'époque, émit des timbres de propagande à la gloire de l'indépendance de l'Irlande. Leur usage comme timbres postaux était interdit par les services de contrôle de la poste. L'un d'entre eux représentait une croix celtique similaire à celle plus tard adoptée pour deux timbres courants officiels en 1923 ; un autre représentait une femme devant une harpe celtique. En 1912 les mots Imperial Union (Union Impériale) apparurent sur une série de timbres, l'un d'entre eux reprenant le modèle de la femme et de la harpe, mais en plus grand. On considère que ces timbres, qui expriment des sentiments unionistes, furent imprimés à Manchester comme riposte aux timbres du Sinn Féin. Après le vote du Home Rule act (1914) donnant un premier statut d'autonomie à l'Irlande, une organisation républicaine irlandaise émit des timbres en 1916 avec les portraits de trois héros nationalistes connus sous le nom de Martyrs de Manchester, dessinés sur fond de drapeau tricolore irlandais avec les mots « God save Ireland » (Dieu sauve l'Irlande). Les contrefaçons de ces timbres sont courantes. À la suite des Pâques sanglantes de 1916, des sympathisants américains imprimèrent huit timbres ERIE PUIST figurant sept leaders républicains et un motif « harpe et trèfle ». ERIE est sans doute une faute dans la manière d'épeler ÉIRE, peut-être due à la hâte de leur production.
L'Armée républicaine irlandaise (IRA), qui contrôlait la plus grande partie du sud du pays durant la guerre civile irlandaise, publia une série de 1, 2 et 6 d(anciens pence) avec la mention An post Poblacht na Heireann (Poste de la république d'Irlande), principalement en raison d'une pénurie de timbres. Ces timbres furent imprimés à Cork et devaient être mis en vente en août 1922, mais entre-temps l'armée de l'État libre s'empara de Cork. L'IRA détruisit ses propres casernes avant de se retirer de la ville, détruisant la plupart des spécimens.

### Esquisses

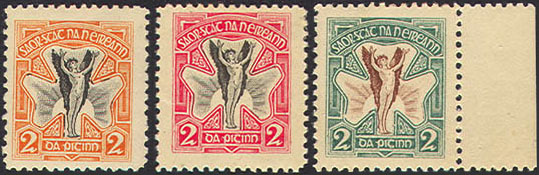
Trois esquisses de timbres postaux bicolores proposées pour la première série courante.
Hely ltd., Dublin, 1922

Le 1er février 1922, le Postmaster General de l'État libre d'Irlande invita plusieurs entreprises dublinoises et londoniennes à lui soumettre des esquisses pour les séries de timbres courants qui allaient voir le jour, et dès le mois de mars plusieurs dessins furent proposés. Parmi les entreprises qui contribuèrent : Dollard Printing House ltd., Hely ltd., Perkins Bacon & Co., O'Loughlin et Murphy & Boland.

### Impression et émission des timbres
Entre 1922 et 1983 Oifig an Phoist, la poste irlandaise, section du département des postes et télégraphes (P&T), a émis l'intégralité des timbres postaux dans les vingt-six comtés d'Irlande. Durant cette période, la poste fit appel à plusieurs entreprises pour imprimer ou surcharger les timbres : Irish Security Stamp Printing, Dollard, Thom, Irish Government Printers, Waterlow & Sons (Londres), De La Rue & Co., Bradbury Wilkinson & Co. (Londres), Harrison & Sons (Londres).
Depuis 1984, An Post publie tous les timbres postaux en Irlande. La quasi-totalité des timbres est imprimée par la Irish Security Stamp Printing, mais une petite partie est confiée à Harrison & Sons (Londres), Questra, Walsall Security Printing, Prinset Pty (Australie) et SNP Cambec (Australie).

## Timbres postaux

### Timbres surchargés

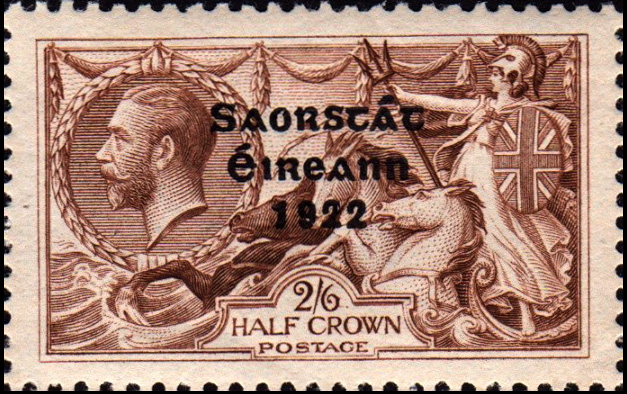
Un timbre britannique de 2 shillings et 6 pence à l'effigie du roi George V, surchargé des mots Saorstát Éireann 1922 (État libre d'Éire), circula en Irlande en 1937.

En 1922, dans l'attente d'une première série de timbres nouveaux propres à la république d'Irlande, des timbres britanniques à l'effigie du roi George V furent surchargés dans les presses irlandaises afin de couvrir la période de transition. Ces timbres provenaient et étaient utilisés au Royaume-Uni depuis 1912, et ils restèrent employés en Grande-Bretagne et en Irlande du Nord jusqu'en 1936. Trois entreprises d'imprimerie obtinrent en 1922 l'impression des surcharges : Dollard Printing House Ltd., Alex. Thom & Co Ltd., et Harrison & Sons, rejointes en juin 1925 par l'imprimerie nationale (Government Printers, Château de Dublin), sous contrat jusqu'en 1937, date à laquelle des timbres définitifs de valeurs élevées furent émis.
Collecter et identifier les timbres surchargés est une tâche difficile, puisqu'il existe de nombreuses variations dans la présentation de la surcharge. Selon David Feldman, « les détails complexes des placages, les découpages, les couleurs des surcharges, la précision des dimensions, pour rester sommaire, découragent souvent même le collectionneur le plus enthousiaste ». Trois ouvrages spécialisés, ou chapitres de catalogue (Freeman & Stubs, Munk et Meredith), se sont focalisés sur ce problème, et le catalogue Meredith est considéré comme une référence inégalée.
Une première série de timbres surchargés fut publiée par le gouvernement provisoire d'Irlande le 17 février 1922. Huit timbres de faible valeur faciale et trois timbres de haute valeur furent surchargés par Dollard, quatre par Thom. Cette surcharge portait les quatre mots Rialtas Sealadach na hÉireann (gouvernement provisoire d'Irlande) et la date 1922, agencés en cinq lignes de caractères empattés. Les timbres non surchargés datant d'avant l'indépendance restèrent utilisables en Irlande jusqu'au 31 mars 1922. Une seconde série vit le jour à partir du 11 décembre 1922 par l'État libre d'Irlande. La surcharge consistait en trois lignes de caractères non empattés (Saorstát Éireann 1922, État libre d'Irlande 1922) et fut l'œuvre de Thom, Harrison et de l'imprimerie gouvernementale. Une ultime série de timbres King George V (2, 5 et 10 shillings), parus en 1934 au Royaume-Uni, fut surchargée par Waterlow & Sons pour être utilisée en Irlande en 1937.

### Timbres courants
Depuis 1922, neuf séries de timbres courants ont été émises en Irlande. Deux modifications ont impliqué un changement de filigrane, six ont impliqué une redéfinition, dont deux rendues nécessaires par un changement de monnaie : passage de l'ancien système sterling duodécimal au système décimal en 1971, passage à l'euro en 1999.

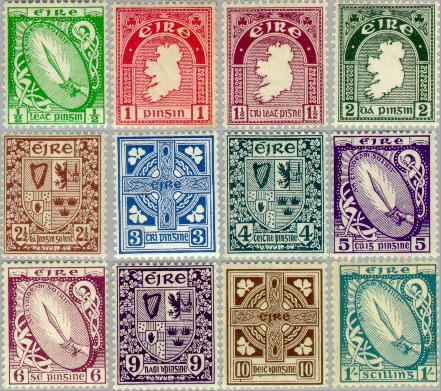
Première série officielle de timbres courants de la république d'Irlande, émise en décembre 1922.

Les douze premiers timbres courants étaient de faible valeur faciale (de 1/2 ancien penny à 1 shilling) et furent émis entre décembre 1922 et 1923. Les timbres de haute valeur (2, 5 et 10 shilling) n'apparurent que le 8 septembre 1937. Ils figuraient cinq représentations hautement symboliques du pays : « Épée de Lumière » (Sword of Light), « Carte d'Irlande » (Map of Ireland), « Croix celtique » (Celtic Cross), « Armes des Quatre Provinces » (Arms of the Four Provinces) et « Saint Patrick ». Ces timbres n'ont été remplacés qu'en 1968 par une nouvelle série utilisant des motifs issus des arts anciens irlandais, série connue des philatélistes sous le nom de Gerl definitives. Ce fut la première redéfinition en trente-et-un ans pour les timbres de haute valeur et quarante-six ans pour ceux de faible valeur. Trois séries Gerl ont été émises, successivement en ancien système sterling, en système décimal et finalement en série sans filigrane.
Entre 1982 et 1988 parut une cinquième série ayant pour thème l'architecture irlandaise à travers les âges, avec des illustrations signées de Michael Craig et de Peter Wildbur. Elle comportait vingt-huit timbres dont les valeurs allaient de 1 penny à 5 livres. De 1990 à 1995, une sixième série parut avec pour thème le patrimoine irlandais. Avec pour thème les oiseaux irlandais, la série émise en 1997 circula dans la période où cohabitèrent la livre irlandaise et l'euro. Ces timbres étaient les premiers dont tous les spécimens étaient imprimés tout en couleur. Depuis le 9 septembre 2004 de nouveaux timbres figurant des fleurs issues des campagnes d'Irlande sont disponibles. Plusieurs timbres définitifs irlandais ont été émis sous forme de carnets et de rouleaux, en plus du format classique en feuille.

### Timbres commémoratifs

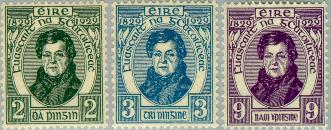
Première série de commémoratifs (1929, centenaire de l'émancipation catholique), figurant Daniel O'Connell.

Les timbres postaux commémoratifs sont l'occasion de célébrer une grande variété de sujets chers aux Irlandais, événements notables de l'histoire du pays, dates anniversaires, personnages irlandais illustres (hommes d'État, religieux, écrivains, artistes, sportifs, etc.), faune et flore, œuvres d'art, Noël. Des timbres européens ont été publiés pour célébrer l'appartenance à la communauté européenne. Des événements de portée internationale ont également été représentés. Les premiers commémoratifs, une série de trois timbres à l'effigie du héros national Daniel O'Connell, parut le 22 juin 1929. Jusqu'au milieu des années 1990, l'usage voulait que des personnes vivantes ne figurent pas sur les timbres, règle à laquelle existent trois exceptions : Douglas Hyde en 1943, Louis le Brocquy en 1977 et le pape Jean-Paul II en 1979. Depuis 1995, cette règle n'est plus absolue, et plusieurs séries représentant, notamment, des personnalités sportives, sont apparues. Ainsi trente timbres à l'effigie de sportifs irlandais vivants ont été édités pour la célébration du nouveau millénaire, et des golfeurs figurent sur les timbres imprimés à l'occasion de la Ryder Cup 2006 qui s'est déroulée en Irlande.

### Blocs-feuillets
Certains timbres commémoratifs ont été édités sous forme de blocs-feuillets de un à seize timbres agencés sur la même feuille, le tout illustrant un thème particulier. Le premier bloc-feuillet (quatre timbres sur timbres) fut publié en 1972 à l'occasion du cinquantième anniversaire du premier timbre postal irlandais. Il fut suivi quatre ans plus tard par un feuillet de quatre timbres célébrant le bicentenaire de la Déclaration d'indépendance des États-Unis d'Amérique, ces timbres ayant également été émis à l'unité. Une série de 1980 (bloc-feuillet et timbres à l'unité) figurait la nature sauvage irlandaise. Depuis 1983 des blocs-feuillets sont publiés plusieurs fois par an.

### Timbres de poste aérienne

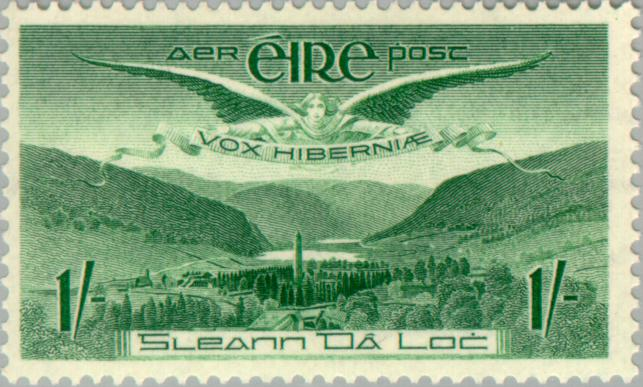
Timbre de poste aérienne de 1 shilling, Vox Hiberniae survolant Glendalough, 1949.

Sept timbres de poste aérienne ont été émis en Irlande entre 1948 et 1965, aux valeurs de 1, 3, 6 et 8 anciens pence, 1 shilling (1/-), 1 shilling 3 pence (1/3) et 1 shilling 5 pence (1/5). Les timbres de 1 et 3 anciens pence n'étaient pas réservés à la poste aérienne, et pouvaient être utilisés sur le courrier non aérien. Ces sept timbres furent les seuls spécimens spécifiques à la poste aérienne irlandaise jamais émis, mais de nombreux timbres courants et commémoratifs ont été produits dans des valeurs équivalentes au tarif en vigueur pour la poste aérienne.
Ces timbres ont été conçus par R.J. King et photogravés par Waterlow & Sons, Londres, jusqu'en 1961, puis par De La Rue & Cie., Dublin. Leur motif représente de façon stylisée le « Vol de l'Ange Victor - Messager de Saint Patrick - portant la voix de l'Irlande (Vox Hiberniae) autour du monde » survolant quatre sites célèbres issus de chacune des quatre provinces d'Irlande : Lough Derg (3d et 8d), Rock of Cashel (1d, 1/3 et 1/5), Glendalough (1/-) et Croagh Patrick (6d). Ces timbres furent imprimés en feuilles de soixante timbres, avec un filigrane de type e.

### Timbres-taxe
Les timbres-taxe, matérialisant le port dû par le destinataire d'un pli insuffisamment affranchi, ont connu six séries successives en Irlande depuis 1925, leur apparence étant restée identique jusqu'en 1980 malgré les changements de couleur et de filigrane. Le mot irlandais pingin, pour penny, a été utilisé aussi bien pour les anciennes livres que pour les livres décimalisées, si bien que la seule valeur d'un timbre-taxe ne permet pas de le dater d'avant ou d'après la décimalisation du système monétaire (février 1971). Seuls la couleur et le filigrane permettent d'identifier la date de sa publication. Par exemple, le timbre de 3 anciens pence était bleu entre 1940 et 1969, puis gris-pierre entre 1971 et 1980 ; il passa d'un papier filigrané à un papier non filigrané en 1978. Les timbres-taxe de 1, 5 et 8 pence existent de même en deux couleurs différentes suivant leur date d'émission, tandis qu'il existe deux filigranages pour les timbres de 1/2, 1, 2 et 6 anciens pence. À l'exception de la sixième série, qui porte le mot Éire dans son motif, aucune ne mentionne explicitement l'appartenance à l'Irlande. Les quatre premières séries comportent seulement des mots en irlandais.

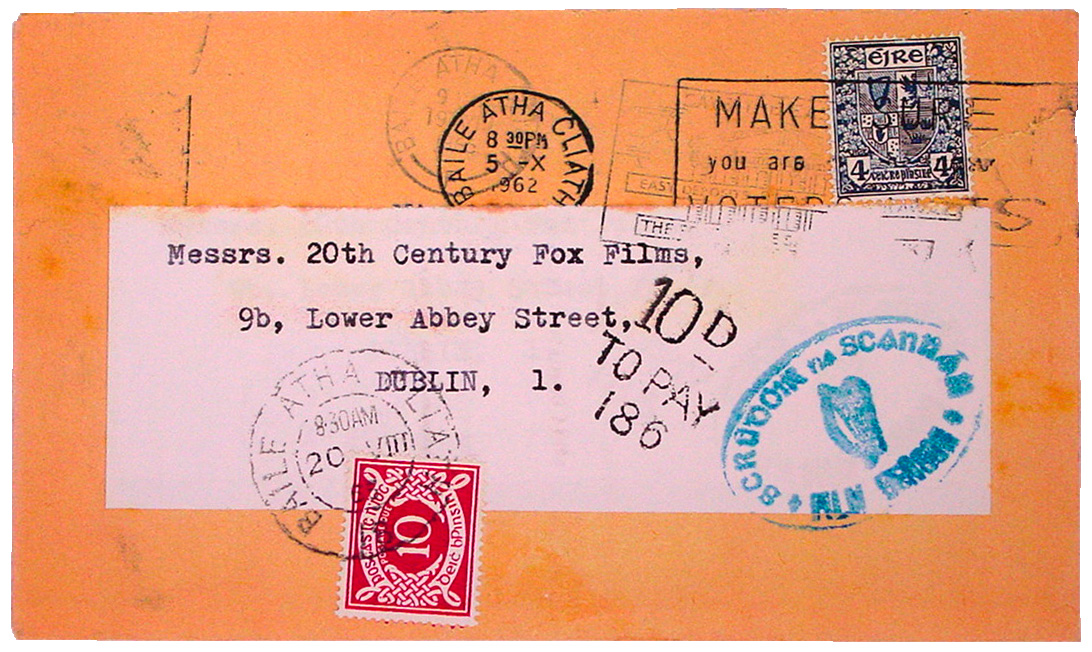
Enveloppe réexpédiée affranchie, pour port-dû, d'un timbre-taxe de 10 anciens pence, 1962.

La première série, publiée le 20 février 1925, comprenait quatre valeurs (1/2, 1, 2 et 6 anciens pence) et fut imprimée par Government Printers à Dublin sur du papier filigrané de type se. Les feuilles de cent quatre-vingts timbres étaient divisées en trois carreaux de soixante unités. La deuxième série comprenait dix valeurs (1/2, 1, 1 1/2, 2, 3, 5, 6, 8, 10 anciens pence et 1 shilling) et fut imprimée sur du papier filigrané de type e entre 1940 et 1969. L'agencement des feuilles était le même que pour la première série.
Après le passage au système décimal, une troisième série de sept timbres vit le jour avec les valeurs suivantes : 1, 1 1/2, 3, 4, 5, 7 et 8 pence. Dans la quatrième série, les timbres de 3, 4 et 5 pence furent réédités sur du papier non filigrané, le 20 mars 1978. Une nouvelle mise en page, réalisée par photogravure, caractérisa la cinquième série, introduite le 20 juin 1980 dans dix valeurs : 1, 2, 4, 6, 8, 18, 20, 24, 30 et 50 pence. La feuille consistait en deux carreaux de cent timbres, séparés par des gouttières prédécoupées. La sixième et dernière série, dix timbres au motif signé Q design et imprimés par lithographie par la Irish Security Stamp Printing sur du papier non filigrané le 6 octobre 1988, comporte onze valeurs : 1, 2, 3, 4, 5, 17, 20, 24, 30, 50 pence et 1 livre.
Aucune série de timbres-taxe n'a été produite depuis l'arrivée de l'euro.

### Carnets de timbres
Les carnets de timbres irlandais ont été mis en vente pour la première fois le 21 août 1931. Ils étaient reliés, et comprenaient une couverture cartonnée, plusieurs carrés de timbres (généralement quatre), un feuillet publicitaire et des intercalaires. Jusqu'en 1956 la moitié de la couverture des carnets de timbres était occupée par un encart publicitaire. Les carnets portaient sur leur couverture deux numéros indiquant respectivement l'année d'émission et le numéro de série (dans cet ordre pour les premières séries, dans l'ordre inverse pour les plus récentes), jusqu'en 1963 où les numéros ont cessé d'être utilisés Depuis 1983 les carnets ne sont généralement plus reliés ; les feuilles sont collées à une simple couverture repliée.
Les carnets n'ont longtemps comporté que des timbres courants. Les premiers carnets de timbres commémoratifs sont apparus en 1988 à l'occasion de la série Dublin Millenium. Depuis lors, An Post a édité trois fois plus de carnets commémoratifs que de carnets d'usage courant. En 1990 l'autorité postale a émis le premier carnet mélangeant timbres courants et commémoratifs, dans le même carnet et sur la même feuille.

### Filigranes

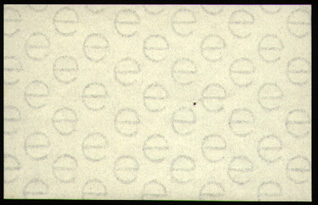
Filigrane e (pour Éire) utilisé entre 1940 et 1974.

Les premiers timbres surchargés, arrivés des imprimeries de Londres, avaient un filigrane marqué du sceau royal de George V.
Le premier filigrane irlandais était une représentation stylisée des mots Saorstat Éireann (État libre d'Éire) sous forme de chevauchement des deux caractères s et e, formant un filigrane de type se. Ce modèle cessa d'être utilisé vers 1940, quand le nom du pays fut définitivement simplifié en Éire (Irlande). Les timbres adoptèrent dès lors un nouveau filigrane de type e. En inspectant les timbres de l'époque on consctate que le filigrane peut se présenter dans n'importe quel sens, en fonction de la disposition du papier au moment de l'impression. Vers 1971, l'utilisation des filigranes fut interrompue par l'autorité postale irlandaise, et les timbres actuels fabriqués par An Post ne sont plus filigranés.

## Entiers postaux
On trouve les entiers postaux irlandais sous la forme d'enveloppes enregistrées, de cartes postales, d'enveloppes, de cartes-lettres, de bandes de journaux, d'aérogrammes et de télégrammes, porteurs de timbres pré-imprimés de différents modèles. À l'exception de quelques entiers postaux britanniques des premiers temps, qui n'étaient pas surchargés comme les timbres postaux, tous les timbres pré-imprimés avant 1984 dérivaient d'un même motif : une harpe celtique cerclée d'un anneau porteur du mot Éire et de la valeur faciale de l'entier postal en chiffres et en lettres. Ce dessin a d'abord été remplacé par un trèfle, ajouté à partir de 1984 au logo de An Post (quatre lignes ondulées suivies du mot POST). Sur quelques entiers postaux An Post a reproduit le graphisme de timbres postaux. L'impression en relief, employée dans les premiers temps, a été progressivement abandonnée pour les timbres pré-imprimés typographiés.

### Séries officielles

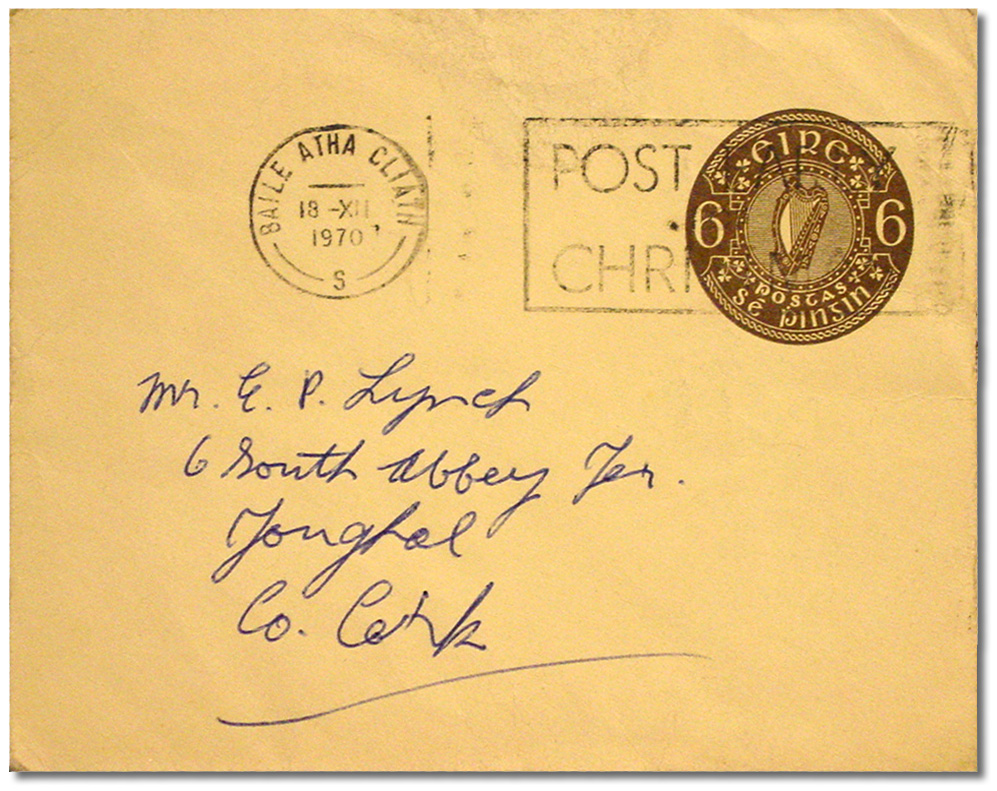
Entier postal sous forme d'enveloppe, porteur d'un timbre pré-imprimé de 6 anciens pence, tarif en vigueur en 1970 pour un envoi entre Dublin et Youghal (comté de Cork).

Au moment de l'indépendance, une enveloppe enregistrée de 5 pence et un télégramme de 1 shilling à l'effigie de George V furent imprimés (en vert) pour être utilisés en Irlande dans l'attente d'entiers postaux nationaux. Les premiers télégrammes irlandais n'ont été produits que dans les valeurs 1 shilling et 1 shilling 6 pence. Les enveloppes enregistrées ont été conçues dans de multiples tailles et valeurs. Les enveloppes enregistrées imprimées (mais non timbrées) ont été produites par des firmes privées et mises en réserve par la poste irlandaise, aussi les enveloppes des premiers temps recevaient-elles souvent, en plus de leur valeur, un timbre au tarif en vigueur, multipliant les sous-types pour les collectionneurs. D'autres produits portaient des timbres pré-imprimés, c'est le cas de plusieurs séries de cartes postales dont la série Fête de la Saint-Patrick, publiée annuellement depuis 1984.
Jusqu'en 1987, les aérogrammes ont été produits sans valeur faciale et distribués gratuitement par les bureaux de poste, sous réserve de payer le timbre postal au tarif en vigueur. La plupart des aérogrammes avec timbre pré-imprimé ont été vendus à un prix légèrement supérieur au cours normal des aérogramme.

### Séries particulières
Une tradition surnommée le stamping privilege (« privilège de l'affranchissement ») permettait à des entreprises, des associations à but non lucratif et des particuliers de soumettre à Oifig an Phoist leurs propres modèles d'enveloppes pré-imprimées, de cartes, etc., pour obtenir des entiers postaux personnalisés et utilisables en toute légalité. Ceux qui exercèrent le plus assidûment le stamping privilege furent la compagnie Electricity Supply Board (principal service irlandais de production et de distribution d'électricité), le Blackrock College, Córas Iompair Éireann (société nationale de transports), Esso, Great Northern Railway (ancienne société nationale des chemins de fer), John Player & Sons, Dublin. Aucune série particulière d'enveloppes enregistrées n'est connue. Aujourd’hui An Post a mis fin au stamping privilege sans jamais faire de déclaration publique, probablement en raison de la raréfaction de cette pratique (seulement cinq utilisateurs recensés par Otto Jung depuis l'avènement de An Post en 1984).

## Collection de timbres irlandais
Chaque nouveau timbre postal irlandais est distribué au Bureau Philatélique de An Post, localisé dans la Poste centrale de Dublin. Les timbres commémoratifs et les séries limitées sont généralement acquérables dans l'année qui suit leur émission. Jusqu'au milieu des années 1960, la politique des timbres en Irlande était très traditionaliste, et seulement quelques nouveautés paraissaient chaque année – guère plus de quatre ou cinq timbres commémoratifs, généralement édités en deux valeurs, plus les actualisations des timbres d'usage courant. À partir des années 1970, la production a considérablement augmenté.
Certains amateurs tentent de se constituer une collection des timbres les plus courants depuis 1922, ce qui est une gageure étant donné leur quantité. Beaucoup de collectionneurs se focalisent sur un seul type de timbre, les timbres courants ou les timbres commémoratifs, ou parfois même une seule série, comme les Gerl definitives de 1968. Les enveloppes de la première époque, particulièrement celles encore porteuses de tous leurs timbres, sont particulièrement prisées bien que les éditions les plus anciennes soient très rares : moins d'un million de timbres de haute valeur faciale furent imprimés dans les premières années (de 1929 aux années 1940) pour l'ensemble des séries, un nombre bien inférieur aux quelque vingt millions de timbres de faible valeur émis durant cette même période.
Les timbres surchargés, très prisés par les amateurs dès les premières années de leur publication, sont un sujet compliqué, soumettant au collectionneur le plus expérimenté un véritable défi philatélique,.

### Recensement et numérotation
La poste irlandaise n'a jamais publié de système de numérotation officiel pour les timbres postaux qu'elle a émis, aussi les collectionneurs utilisent-ils des systèmes de numérotation des timbres issus des principaux catalogues de timbres, comme le Stanley Gibbons, le Scott, le MacDonnell Whyte (MDW, dernière édition 1991), l'Hiberian ou le Michel. Il existe des différences entre ces systèmes de numérotation avec pour résultat une répartition différente des timbres dans chaque liste, certains étant inclus dans une liste mais pas dans l'autre. Par exemple le premier timbre postal d'Irlande, le Carte d'Irlande de 2d de 1922, porte le numéro 68 dans le Scott, 43 dans le Michel D4 dans l'Hiberian et le MacDonnell Whyte, et 74 dans le Stanley Gibbons.
En principe les collectionneurs utilisent les catalogues produits dans leur propre pays et dans leur propre langue. Ainsi aux États-Unis le Scott est le plus utilisé, comme l'atteste l'utilisation de la numérotation Scott dans les catalogues américains de ventes aux enchères. En revanche au Royaume-Uni et en Irlande, le catalogue Stanley Gibbons (éditeur britannique) est la référence de choix. Les collectionneurs experts utilisent en outre les catalogues de David Feldman (rebaptisés par la suite MacDonnell/Feldman puis MacDonnell Whyte) (1978 - 1991), et les catalogues Hiberian (éditions de 1972, 1976, 1980, 1983, 1985, 1986 et 2002).

### Sociétés irlandaises de philatélie

#### Sociétés locales
- DSS, Dublin Stamp Society (Société dublinoise du timbre).
- IPS, Irish Philatelic Society (Société philatélique irlandaise), fondée il y a plus d'un siècle sous le nom de Irish Philatelic Club (Club Philatélique Irlandais) à la suite d'un rassemblement à Dublin le 12 février 1901 de dix-neuf collectionneurs qui avaient répondu à une annonce parue dans The Irish Times[40].

#### Sociétés internationales
- ÉPA, Éire Philatelic Association, société philatélique irlandaise basée aux États-Unis.
- IPC, Irish Philatelic Circle, société philatélique irlandaise basée en Angleterre.
- FAI, Forshungs und Arbeitsgemeinschaft Irland e.V., société philatélique irlandaise basée en Allemagne.